# Perry Lake, Ontario
Perry Lake är en sjö i Kanada.   Den ligger i Parry Sound District och provinsen Ontario, i den sydöstra delen av landet, 270 km väster om huvudstaden Ottawa. Perry Lake ligger 333 meter över havet. Arean är 1,0 kvadratkilometer. Den sträcker sig 3,2 kilometer i nord-sydlig riktning, och 0,8 kilometer i öst-västlig riktning.
Följande samhällen ligger vid Perry Lake:
- Kearney (841 invånare)

I omgivningarna runt Perry Lake växer i huvudsak blandskog. Runt Perry Lake är det glesbefolkat, med 9 invånare per kvadratkilometer.